# مجمع سيم
مجمع سيم (SIM، وهو اختصار للاسم الفرنسي Semoulerie industrielle de la Mitidja أي المطحنة الصناعية لمتيجة) هو مجمع الصناعات الغذائية جزائري متخصص في صناعة المعكرونة والكسكس والمشروبات، أنشئ عام 1990.